# جون هنري ديفيز
جون هنري ديفيز، توفي في 1927، رئيس سابق لنادي مانشستر يونايتد، ترأس النادي منذ عام 1902 وحتى وفاته في 1927.